# Manuel Carassa
Manuel Carassa fue un sacerdote y político peruano. 
En 1826 fue parte del Colegio Electoral de Lima que resolvió nombrar a Simón Bolívar como dictador perpetuo según los términos de la Constitución Vitalicia. Fue arcediano de la Catedral del Cusco y diputado de la República del Perú por las provincias de Aymaraes y Cusco entre 1845 y 1848 durante el primer gobierno de Ramón Castilla. 